# Karwendel
El Karwendel és la serralada més àmplia dels Alps calcaris del Tirol septentrional. Quatre cadenes s'estenen d'oest a est; a més, hi ha diverses cadenes marginals i un extens promontori al nord.
El terme Karwendel descriu la part dels Alps entre els rius Isar i Inn i l'Achensee. El cim més alt és el Birkkarspitze, de 2.749 m. Es troben principalment a Àustria (Tirol) i Alemanya (Baviera).
Hermann von Barth va iniciar la tradició d'anomenar les serres segons la vall que les limita al sud.

## Classificació

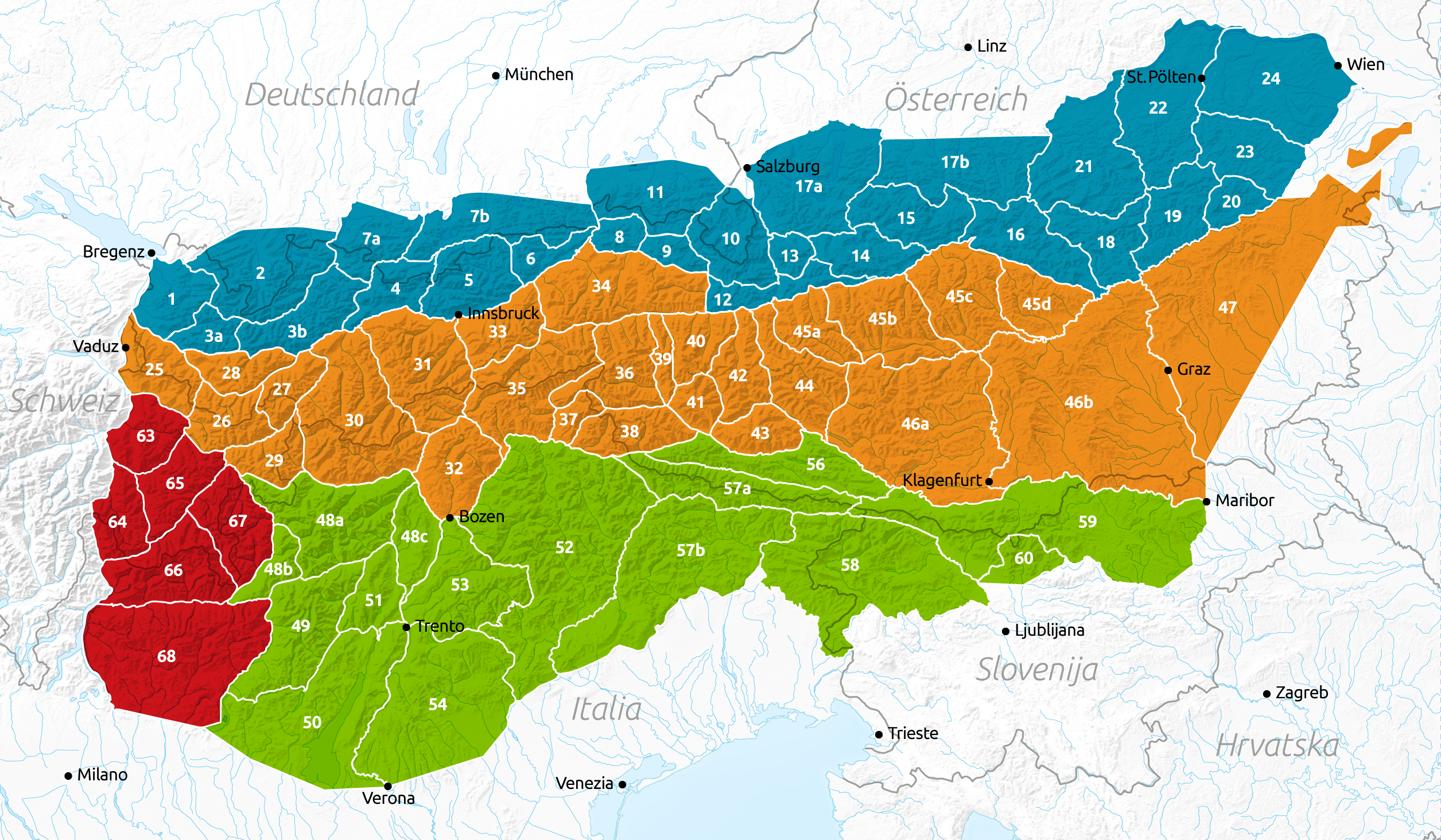
Les Muntanyes del Karwendel segons l'AVE marcades amb el número 5.

Segons la SOIUSA, les Muntanyes del Karwendel són una subsecció alpina amb la següent classificació:
- Gran part: Alps orientals
- Gran sector: Alps del nord-est
- Secció: Alps calcaris del Tirol septentrional
- Subsecció: Muntanyes del Karwendel
- Codi: II/B-21.IV

Segons l'AVE constitueixen el grup número 5 de 75 dels Alps orientals.

## Cims
Hi ha unes 125 muntanyes que sobrepassen els 2.000 metres. Les més importants són:
| - Birkkarspitze, 2749 m - Ödkarspitze central, 2745 m - Kaltwasserkarspitze, 2733 m - Grosser Bettelwurf, 2725 m - Grosser Lafatscher, 2696 m - Grosse Seekarspitze, 2679 m - Grubenkarspitze, 2663 m - Praxmarerkarspitze occidental, 2641 m - Kleiner Solstein, 2637 m - Kleiner Lafatscher, 2635 m - Speckkarspitze, 2621 m - Hintere Brandjochspitze, 2599 m - Hohe Warte, 2596 m - Breitgrieskarspitze, 2590 m - Laliderer Spitze, 2583 m - Jägerkarspitze méridional, 2579 m - Sonntagkarspitze, 2575 m - Pleisenspitze, 2569 m - Vordere Brandjochspitze, 2559 m - Hochnissl, 2546 m - Stempeljochspitze, 2543 m - Larchetkarspitze, 2541 m - Grosser Solstein, 2540 m - Karwendelspitze oriental, 2537 m - Vogelkarspitze, 2523 m - Lamsenspitze, 2508 m - Hoher Gleirsch, 2491 m - Wörner, 2476 m | - Sonnjoch, 2457 m - Gamsjoch, 2452 m - Erlspitze, 2404 m - Kuhkopf, 2399 m - Karwendelspitze occidental, 2385 m - Steinfalk, 2348 m - Hafelekarspitze, 2334 m - Freiungen occidental, 2332 m - Suntiger Spitze, 2321 m - Schaufelspitze, 2308 m - Frau Hitt, 2269 m - Soiernspitze, 2259 m - Rappenspitze, 2223 m - Rotwandlspitze, 2192 m - Brunnsteinspitze, 2180 m - Montscheinspitze, 2106 m - Schafreuter, 2105 m - Fleischbank, 2026 m - Grasbergjoch, 2020 m - Torkopf, 2012 m - Hölzelstaljoch, 2012 m - Kompar, 2011 m - Juifen, 1988 m - Schönalmjoch, 1986 m - Demeljoch, 1924 m - Plumsjoch, 1921 m - Dürrnbergjoch, 1835 m |